# Ahuras

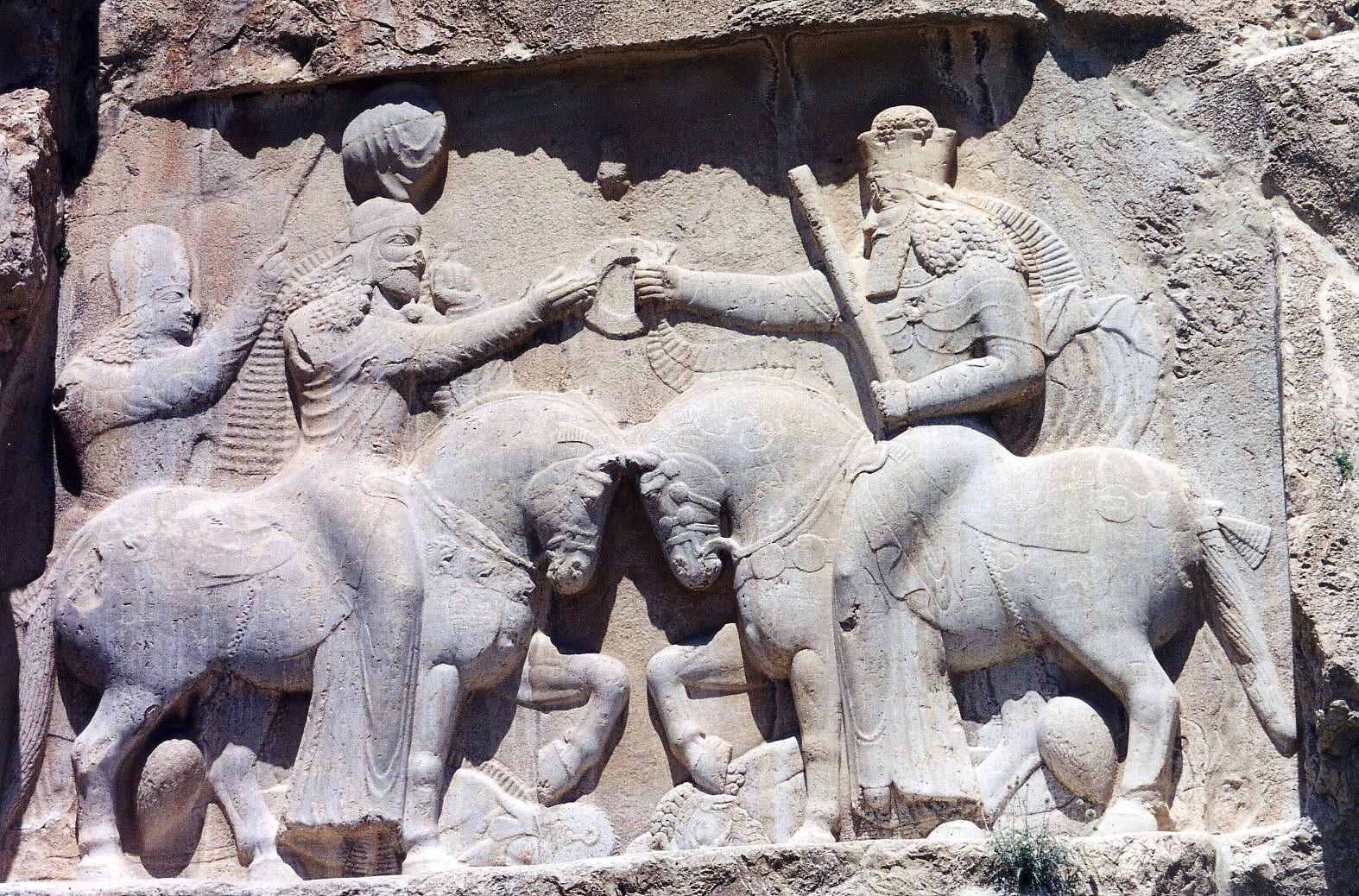
Relief vid Naqsh-i-Rustem. Den onde Ahriman trampas ner av Ahura Mazda (till höger).

Ahuras är i den zoroastriska religionen en samling goda gudar som är underställda den gode och kämpande guden Ahura Mazda. Tillsammans med Ahura Mazda kämpar de mot ondskans makter: Daevas som anförs av Angra Mainyu (Ahriman).